# Schwäbische Albstraße

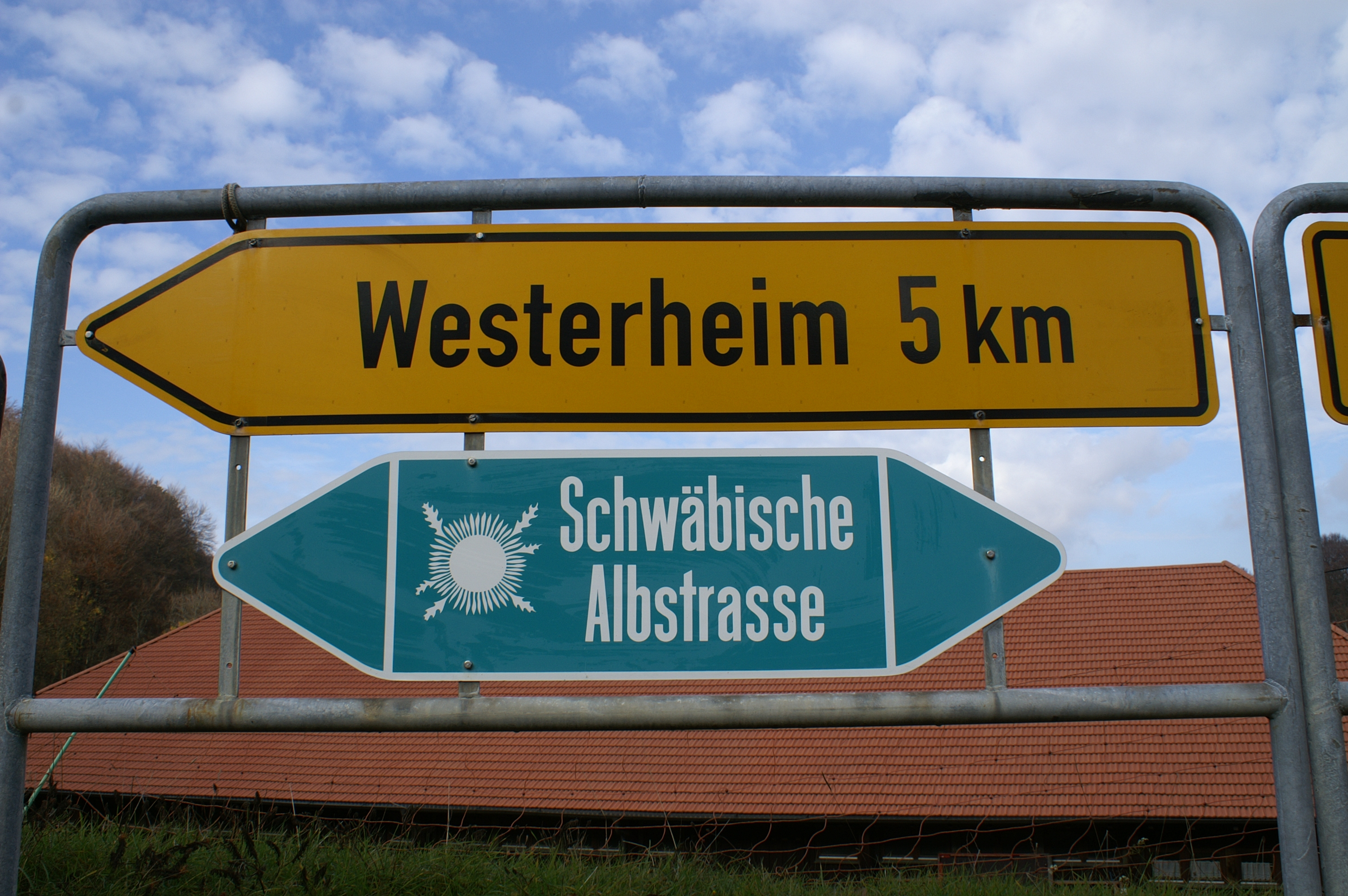

De Schwäbische Albstraße is een toeristische autoroute in Baden-Württemberg, Duitsland. De 200 kilometer lange (met een zilverdistel op blauwe achtergrond) bewegwijzerde route door de Schwäbische Alb begint in Trossingen of Tuttlingen en eindigt in Aalen of Nördlingen.